# Metro Transportes do Sul
El Metro Transportes Sul do Tejo (MTS) es un sistema de tren ligero que proporciona servicios de transporte público a los municipios de Almada y Seixal, Portugal.  

## Características
- Comenzó a circular en mayo de 2007 desde Corroios a Cova da Piedade.
- Fue ampliado desde Cova da Piedade a Universidade(FCT)en noviembre de 2007.
- La primera fase fue concluida en diciembre de 2008, cuando Cacilhas comenzó a funcionar.
- Esta red cuenta con un total de 19 paradas y una longitud total de 13,5 km.
- Todas las paradas de la red (excepto Bento Gonçalves) corresponden a paradas de autobús de TST (Transportes Sul do Tejo), con paradas intermodales en Cacilhas ( Ferry Transtejo), Corroios (Fertagus) y Pragal ( Fertagus y CP).

## Líneas
MTS tres "líneas" de explotación comercial que circulan en una red en forma de " Y " con un triángulo central y tres brazos que se extienden respectivamente hacia el sur (Corroios), oeste (Caparica) y noreste (Cacilhas)
- Línea 1 (Azul): Cacilhas — Corroios
- Línea 2 (Amarillo): Corroios — Pragal
- Línea 3 (Verde): Cacilhas — Universidade

## Flota

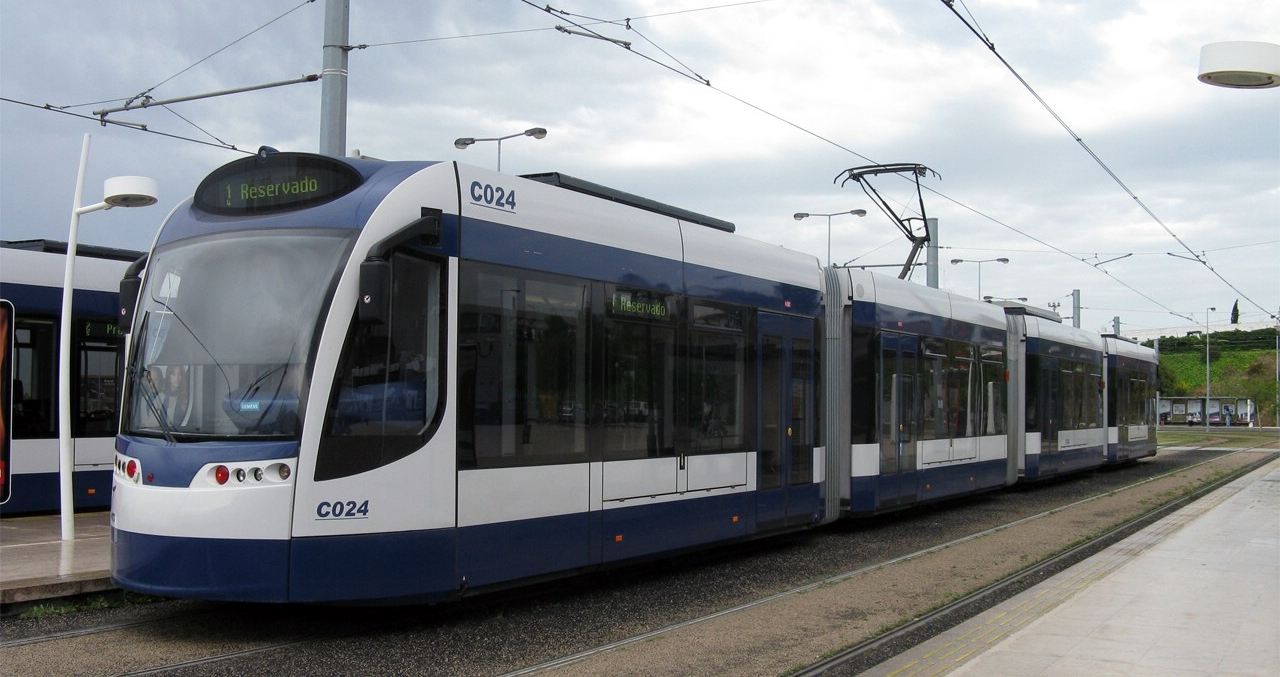
Unidad Combino Plus de Siemens AG.

El parque móvil se compone de trenes de Siemens (modelo Combino Plus). Los 24 vehículos del “tren ligero” del MST fueron numerados del C001 al C024. La librea de los vehículos es azul oscuro y blanco, que también son colores dominantes en el logotipo de la empresa. Llevan entre 225 y 300 personas, 74 de las cuales van sentadas; tienen espacios reservados para sillas de ruedas y cuentan con aire acondicionado. El piso es 100% bajo, con una altura de 30 cm sobre el suelo en todo el vehículo.